# Ochagavía
Ochagavía (cooficialmente en euskera: Otsagabia) es una villa y municipio español de la Comunidad Foral de Navarra, situado en la Merindad de Sangüesa, en el valle de Salazar, en la comarca de Roncal-Salazar y a 85 km de la capital de la comunidad, Pamplona. Su población en 2024 fue de 488 habitantes (INE).
Su gentilicio es ochagaviano, na.

## Toponimia
De origen vasco, aunque no se ponen de acuerdo sobre el significado etimológico del mismo. El nombre parece estar compuesto de dos palabras, pero existen muchas posibles interpretaciones sobre el significado de las mismas. Así Ocha puede traducirse por Ots(o)a 'el lobo'; (H)otza 'frío' u Osa 'pasto'; mientras que gavía se suele traducir por kabia 'el nido', gabia 'el martinete u mazo de herrería' o gabia (variante dialectal de 'la noche') entre otras palabras.
El hecho de que el escudo del pueblo muestre un lobo es fiel reflejo de que desde hace siglos se ha relacionado el nombre del pueblo con los lobos, muy presentes hasta el pasado siglo en estos parajes montañosos y boscosos. Ricardo Ciérbide consideraba que gabia era una variante de la palabra kabia 'nido', por lo que Ochagavía podría traducirse libremente como 'lobera'. Julio Caro Baroja pensaba sin embargo que gabia tenía el significado de 'martillo de ferrería, martinete', y que por lo tanto aludía a una instalación metalúrgica situada antiguamente en el lugar.
En euskera la localidad se denomina Otsagabia u Otsagi, que es una variante sincopada del nombre completo. Desde 2006 la localidad adoptó oficialmente las denominaciones de Ochagavía en español y Otsagabia en euskera.
Una nueva hipótesis podría enraizar en el sufijo toponímico vascoparlante -aga, identificación de lugar, y -bia, vado de río. En definitiva, otso-aga-ibia, que en castellano se traduciría como 'sitio del vado del lobo'.
Existe una etimología popular que hace derivar el nombre de Ochagavía de cuando los franceses quemaron esta villa casi totalmente en 1794 durante la guerra de la Convención. Según esta historia sólo quedaron ocho casas en pie, y de ahí se habría derivado el nombre del pueblo; de ocho había → Ochagavía. Sin embargo, esta etimología carece totalmente de fundamento ya que el pueblo se llamaba ya de mucho antes Ochagavía (en un documento de 1284 aparece citado como Oxagavía).

## Símbolos

### Escudo
El escudo de armas de la villa de Ochagavía tiene el siguiente blasón:

Trae de gules y un lobo de sable con las uñas doradas, que tiene atravesado en la boca un cordero de plata con los cuernos dorados.

Este escudo es el blasón privativo del valle de Salazar y al propio tiempo de cada uno de sus pueblos. Simboliza la naturaleza ganadera del valle y la necesidad de defender los animales de los ataques de los lobos.

## Geografía
Ochagavía está situada al norte de la Comunidad Foral de Navarra, es la cabecera del Valle de Salazar. Su término municipal ocupa una superficie de 115,03 km² y limita al norte con Izalzu, el bosque del Irati y Francia, al este con el Valle de Roncal, al oeste con el Valle de Aézcoa, y al sur con Ezcároz.

### Entorno natural
- Selva de Irati: Está a 24 km de Ochagavía. Es una de las reservas forestales mejor conservadas de la península ibérica y una de las reservas de hayas y abetos más extensas y mejor conservadas de Europa. La Selva o el Bosque de Irati tiene una extensión de más de 17.000 ha, aunque sólo está protegida legalmente las 238 ha que componen la Reserva Integral de Lizardoia y las Reservas Naturales de Mendilatz y Tristuibartea. En la alta cuenca del río Irati las actividades forestales se han realizado desde siempre de una forma controlada, y por eso algunos pequeños parajes se conservan prácticamente en su estado primitivo.
- Pico de Orhi:Con una altitud de 2.021 m. es una de las cumbres más altas del Pirineo navarro.
- Sierra de Abodi

## Historia

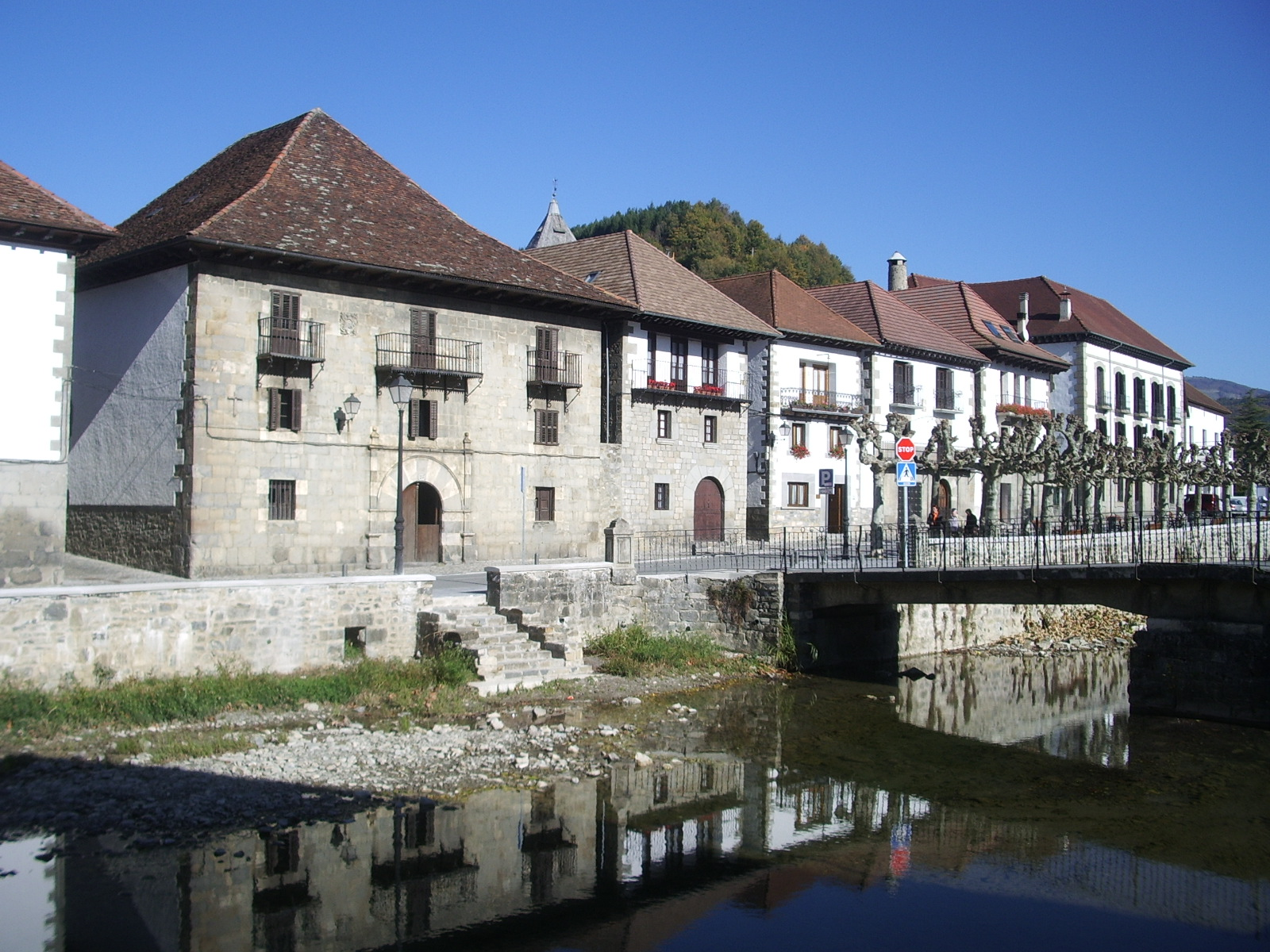
Ochagavía vista parcial.

En el siglo XIV el valle de Salazar se dividió en 3 quiñones (demarcaciones) y Ochagavía formó uno de ellos. La Junta administraba política y económicamente el valle. En 1699 obtuvo, al igual que el resto de los quiñones, autonomía jurisdiccional, aunque la disgregación administrativa definitiva no llegó hasta el año 1864, aunque siguió existiendo la Junta General del Valle. 
En el año 1794 los franceses invadieron territorio peninsular y en Ochagavía destruyeron completamente 182 casas, 52 bordas y la ermita de San Martín que estaba situada junto al puente que da entrada a la villa, por carretera,y el santuario de Muskilda, no se sabe por qué, no lo quemaron.
Para mediados del siglo XIX la villa estaba ya reconstruida. Se reconstruyó en el mismo sitio y las tradicionales techumbres de madera fueron sustituidas por otras de teja. Todavía quedan algunas techumbres de tablilla de roble como en la torre de la iglesia y en el santuario de Muskilda. 
La agricultura y la ganadería fue la principal actividad económica de la villa durante la Edad Media. Además, el clima local forzó la trashumancia periódica del ganado hacia los pastos invernales de la Ribera de Navarra. Con el pasto del monte engordaban cerdos para provisión de las casas. Todavía en el siglo XV no constituye riqueza la madera, explotada únicamente para la construcción y las necesidades domésticas locales. Además de un molino harinero, de una tejería, de algún telar, ya desaparecidos, la industria artesanal se centró en los productos de la ganadería como curtido de pieles y elaboración de quesos.
Hoy, Ochagavía distribuye a su población en muy diversas actividades económicas, entre las que destacan la agricultura, ganadería y selvicultura; el turismo; la construcción y la administración pública, especialmente.

## Demografía
Ochagavía cuenta con una población de 488 habitantes (INE 2024).
| Gráfica de evolución demográfica de Ochagavía entre 1842 y 2021 |
| |
| Población de derecho según los censos de población del INE Población de hecho según los censos de población del INEEn este censo se denominaba Ochagaría: 1842 En estos censos de denominaba Ochagavía: 1857, 1860, 1877, 1887, 1897, 1900, 1910, 1920, 1930, 1940, 1950, 1960, 1970, 1981, 1991 y 2001 Entre el censo de 1857 y el anterior, crece el término del municipio porque incorpora a 315048 (Ibilcieta) |

## Administración y política
La administración política se realiza a través de un ayuntamiento de gestión democrática cuyos componentes se eligen cada cuatro años por sufragio universal desde las primeras elecciones municipales tras la reinstauración de la democracia en España, en 1979. El censo electoral está compuesto por los residentes mayores de 18 años empadronados en el municipio, ya sean de nacionalidad española o de cualquier país miembro de la Unión Europea. Según lo dispuesto en la Ley Orgánica del Régimen Electoral General, que establece el número de concejales elegibles en función de la población del municipio, la corporación municipal está formada por 7 concejales. La sede del Ayuntamiento de Ochagavía se ubica en la calle Labaría, 1.
En las elecciones municipales de 2011, la Candidatura Muskilda obtuvo el 47,33% de los votos y 3 concejales, la Candidatura Otsagabia obtuvo el 28,19% y 2 concejales, y Errekaidorra obtuvo el 24,07% y 2 concejales.
Tras constituirse el ayuntamiento el 11 de junio de ese mismo año, fue elegida alcaldesa la cabeza de lista de Otsagabia, Marisa Sáez García-Falces con sus dos votos y los dos de Errekaidorra.
| Partido político      | 2011  | 2011       | 2007  | 2007       |
| Partido político      | %     | Concejales | %     | Concejales |
| Candidatura Muskilda  | 47,33 | 3          | 56,35 | 4          |
| Candidatura Otsagabia | 28,19 | 2          | 39,55 | 3          |
| Errekaidorra          | 24,07 | 2          | —     | —          |

| Mandato   | Nombre del alcalde        | Partido político |
| --------- | ------------------------- | ---------------- |
| 1979-1983 |                           |                  |
| 1983-1987 |                           |                  |
| 1987-1991 |                           |                  |
| 1991-1995 |                           |                  |
| 1995-1999 |                           |                  |
| 1999-2003 |                           |                  |
| 2003-2007 |                           |                  |
| 2007-2011 | Juan Manuel Tohane Contin | C. Muskilda      |
| 2011-2015 | Marisa Sáez García-Falces | C. Otsagabia     |

## Monumentos

### Monumentos Civiles
- Crucero: Está situado la entrada del pueblo, en el lugar de confluencia de los ríos Zatoya y Anduña, fue construido en la primera mitad del siglo XVI
- Casas típicas de Ochagavía Son piedra, con tejados muy empinados a dos o a cuatro aguas, de teja plana con amplios portalones, ventana geminada y escudos. Las casas están separadas unas de otras por un espacio denominado etxekarte o belena.
- Palacios Medievales: Cabe destacar los palacios medievales de Urrutia, Iriarte y Donamaría, y algunas casas blasonadas de los siglos XVIII y XIX.
- Puente de piedra: Puente medieval sobre el río Anduña.

### Monumentos religiosos

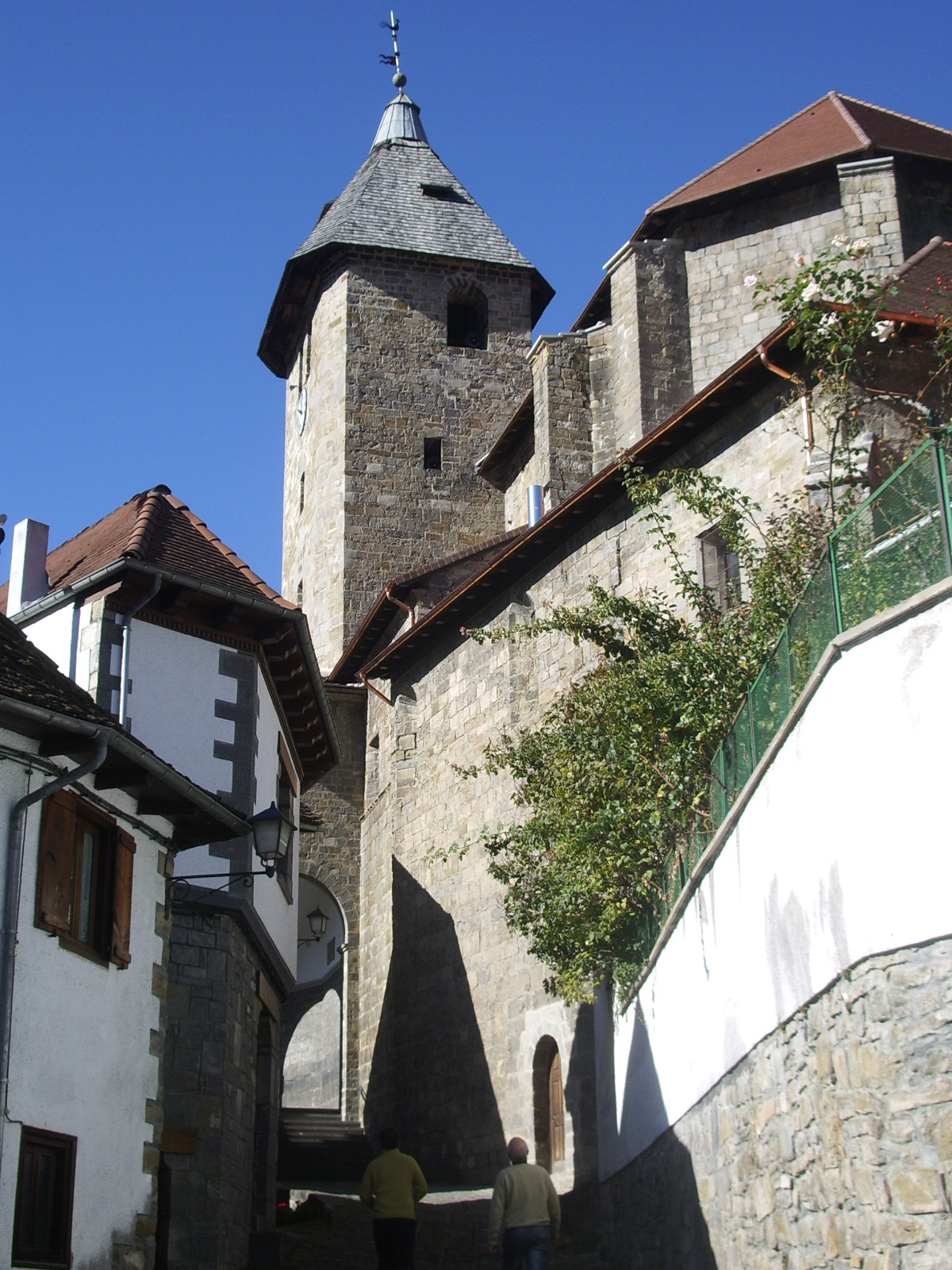
Iglesia San Juan Evangelista.

- Iglesia de San Juan Evangelista: La iglesia conserva restos época medieval (siglo XI) y de los siglos XVI y XVII. En su interior hay tres retablos de estilo renacentista, obra del imaginero navarro Miguel de Espinal[9] del siglo XVI. También destaca el coro que conserva catorce sillas con detalles y figuras desnudas talladas en los apoyaderos de los brazos y con los respaldos lisos a excepción del principal. La iglesia conserva muchas piezas de orfebrería y algunos lienzos como el de la Magdalena.
- Ermita de Nuestra Señora de Muskilda: Es una ermita de estilo románico construida en siglo XII y que fue remodelada a mediados del siglo XVII. Consta de una planta rectangular y una torre cubierta por un tejado cónico. Este Santuario está situado en la cima del monte del mismo nombre, a 1.025 m de altitud y está rodeado de una muralla. El recinto también incluye una casa para el ermitaño y el capellán.

## Cultura

### Folklore
- Danzantes de Otsagabia: Están formadas por 4 danzas de palos, además de una danza de pañuelo y una jota. Los ocho danzantes, con "el Bobo", un enmascarado personaje bifronte, celebran todos los años el 8 de septiembre en la ermita de Nuestra Señora de Muskilda, una vieja liturgia llena de simbolismo.

Ya la víspera, 7 de septiembre, los componentes del grupo, vestidos con el traje típico de salacenco, visitan la casa del Mayordomo del Patronato, acompañando a éste y al Ayuntamiento hasta la iglesia donde se canta una Salve. Después, en la plaza de la Blanca, los danzantes bailan todos su repertorio. Este repertorio está formado por 4 danzas de palos denominadas de Emperador, Katxutxa, Danza y Modorro, una danza con pañuelos el Pañuelo y la Jota. Hay que añadir un Pasacalles para los desplazamientos. Estas danzas tienen gran tradición desde el siglo XVII.

### Fiestas
- Fiestas Patronales: Se celebran el 8 de septiembre en honor de la Virgen de Muskilda. Las fiestas empiezan con el tradicional chupinazo desde el balcón de la casa consistorial el 7 de septiembre y duran cinco días.
- Santa Ana: Se celebra el 26 de julio. Las fiestas las organizan los quintos y duran 3 días. Ese mismo día también se celebra la romería a Muskilda.
- San Juan Evangelista: Es el copatrono de la villa. Se celebra el 27 de diciembre. Además ese día también se celebra la llegada de Olentzero a Ochagavía.

### Lengua
La lengua mayoritaria de la población y única de gran parte de sus vecinos a lo largo de los siglos, el euskera salacenco propio del valle coexistió durante generaciones con el castellano extendido particularmente a partir del siglo XIX y cedió ante el empuje de aquel durante el XX.
La transmisión familiar de la lengua vasca se interrumpió irremisiblemente alrededor de 1900, de manera que los últimos años del siglo XX y los albores del XXI han visto apagarse a los últimos ochagavianos (como Teófilo Eseverri o Pedro Juan Zoco) capaces de expresarse en la variedad vasca del valle. Hoy, al igual que en el resto de Salazar, no quedan hablantes del euskera salacenco, si bien crece el número de jóvenes que están adquiriendo el euskera normalizado o 'batua'. El euskara autóctono de Ochagavía ha quedado recogido por escrito en algunas doctrinas y sermones de los siglos XVIII-XIX que son objeto de estudio filológico.

## Premios
Ochagavía fue galardonada en 2017 con los Premios Navarra Televisión en calidad de pueblo ejemplar.